# Сите
Сите (фр. Citey) насеље је и општина у источној Француској у региону Франш-Конте, у департману Горња Саона која припада префектури Везул.
По подацима из 2011. године у општини је живело 98 становника, а густина насељености је износила 17,01 становника/km². Општина се простире на површини од 5,76 km². Налази се на средњој надморској висини од 210 метара (максималној 257 m, а минималној 198 m).

## Демографија
| 1962. | 1968. | 1975. | 1982. | 1990. | 1999. | 2011. |
| ----- | ----- | ----- | ----- | ----- | ----- | ----- |
| 55    | 72    | 68    | 70    | 75    | 80    | 98    |

График промене броја становника у току последњих година